# Enterprise JavaBeans
Az Enterprise JavaBeanek (EJB) moduláris vállalati alkalmazásokban az üzleti logika megvalósításához használt szerveroldali komponensek. Működtetésükhöz egy EJB konténer szükséges, ami általában egy Java EE alkalmazásszerverben fut. Az EJB specifikációt eredetileg az IBM adta ki 1997-ben. Később, 1999-ben, a Sun Microsystems is elfogadta, alkalmazta (EJB 1.0 és 1.1), és tovább terjesztették a Java Community Process alatt mint JSR19, JSR152, JSR220 és JSR318.

## Története
Az EJB 1.0 specifikációt az IBM fejlesztette ki 1997-ben, majd a Sun Microsystems 1999-ben adoptálta. A Java Community Process keretében fejlesztették tovább specifikációt és Java Specification Request dokumentumokként kerültek nyilvánosságra az újabb verziók:
| Verzió  | Specifikáció | Kiadás éve |
| ------- | ------------ | ---------- |
| EJB 1.0 |              | 1998       |
| EJB 1.1 |              | 1999       |
| EJB 2.0 | JSR 19       | 2001       |
| EJB 2.1 | JSR 153      | 2003       |
| EJB 3.0 | JSR 220      | 2006       |
| EJB 3.1 | JSR 318      | 2009       |
| EJB 3.2 | JSR 345      | 2013       |

## EJB Specifikáció
Az EJB specifikációt arra tervezték, hogy egy alapvető módszer legyen a vállalati alkalmazásokban levő back-end üzleti kódok megvalósítására. Ezekben a kódokban gyakran ugyanazok a hibák jelentek meg, és ezeket a problémákat a programozók újra és újra ugyanúgy oldották meg. Az EJB-t arra hozták létre, hogy kezelje a perzisztenciát, a tranzakciók integritását és az adatvédelmet úgy, hogy a programozók szabadon koncentrálhassanak a megoldandó problémákra.
Az EJB specifikáció részletezi egy alkalmazás szolgáltatásait:
- Tranzakciókezelés
- Integráció a Java Persistence API által nyújtott perzisztenciaszolgáltatással
- Konkurenciakezelés
- Események kezelése a Java Message Service-zel, és a Java EE Connector Architecture használatával
- Aszinkron metódushívás
- Feladatütemezés
- Elnevezési- és könyvtár szolgáltatások (JNDI)
- Távoli eljáráshívás RMI-IIOP és webszolgáltatásokon keresztül
- Biztonság (Java Cryptography Extension (JCE) és JAAS)
- Szoftver komponensek telepítése alkalmazásszerverre

Mi több, az EJB specifikáció azokat a kötelességeket írja le, amit az EJB konténer és maga az EJB tartalmaz, mint ahogy azt is, hogyan kell telepíteni az EJB konténert. Megjegyzendő, hogy a jelenlegi EJB specifikáció nem részletezi többé, hogy egy alkalmazás hogyan gondoskodik a perzisztenciáról (egy olyan feladatról, ami a JPA specifikáció delegáltja), de ehelyett részletezi, hogy az üzleti logika könnyedén integrálható a perzisztencia szolgáltatásokkal, amiket a kiszolgáló alkalmazás nyújt.

## A megjelenés utáni csalódás
A problémák gyorsan előkerültek, ennek következtében az EJB hírneve kopni kezdett. Néhány API fejlesztő úgy gondolta, hogy az EJB API-ja sokkal összetettebb, mint amihez hozzá voltak szokva. A rengeteg ellenőrzött kivétel, igényelt interfész és a bean osztályok absztrakt osztályként való implementálása szokatlan és természetellenes volt a legtöbb programozó számára. Ismert, hogy az EJB szabvány nagyon összetett problémákat próbált kezelni.
Ilyen pl. az objektum-relációs leképzés vagy a tranzakció épség. Ennek ellenére sok programozó az API-t is hasonló, vagy még nehezebbnek vélte, így alakult ki az a széles körű felfogás, miszerint az EJB által bemutatott összetettség nem nyújt igazi hasznot.
Mi több, a cégek úgy találták, hogy az EJB használata az üzleti logikában rontotta a teljesítményt. Ez azért történhetett, mert az eredeti specifikáció csak a CORBA-n, esetleg más hasonló protokollokon keresztül engedte a távoli eljárás hívást (és opcionálisan minden más eljárást is), annak ellenére, hogy a legtöbb üzleti alkalmazásnak nincs is szüksége az elosztott számítási funkcióra. Az EJB 2.0 specifikáció ennek az aggodalomnak a megszüntetésesre jött létre. Ezt úgy akarták kivitelezni, hogy hozzáadták a helyi interfész koncepcióját, amelyet egyenes úton lehetett hívni anélkül, hogy a többszörös szervereken eloszló alkalmazások által előhozott probléma megjelent volna.
Széles körben az EJB 1.0 által felmerült problémák megoldásaként mutatták be. Bonyolultsága azonban továbbra is hátráltatta az EJB elfogadását. Habár a kiváló fejlesztői környezetek az ismétlődő feladatok automatizálásával megkönnyítették az EJB létrehozását és használatát, ugyancsak ezek az eszközök nem segítették a technológia megtanulását. Ezen felül egy ellenálló mozgalom kezdett kibontakozni a programozók között. A fő eredménye ennek az ellenállásnak az EJB-hez képest könnyűsúlyúnak nevezhető Hibernate és a Spring keretrendszer lett. (A Hibernate a perzisztenciát és az object-relational mapping-et valósítja meg, a Spring framework pedig egy alternatív és kevésbé "bőbeszédű" módot nyújt az üzleti logika kódolásához). Annak ellenére, hogy a nagyobb cégek nem támogatták, ezek a technológiák ismertek lettek, és sok olyan cég kezdte használni őket, amelyek csalódtak az EJB-ben.
Az EJB-t a Java BluePrints, és a Sun Java Pet Store demója támogatta. Az EJB használata vitatható és befolyásoló volt. A Java EE programozók, mint például Rod Johnson, megkíséreltek egy olyan választ létrehozni a Java Pet Store-ra, ami támogatja az EJB használatát, és kiemelten hangsúlyozza annak fontosságát. A Sun létrehozott egy alternatívát, amit Plain Old Java Objects-nek neveztek (POJO). Az új EJB 3.0 használata könnyebb lett az EJB 2.0-nál, és több lehetőséget is nyújtott a fejlesztőknek.

## Az EJB újraalkotása
A cégek egymás között megegyeztek abban, hogy az EJB specifikáció elsődleges előnye, az elosztott alkalmazások tranzakciós épségének biztosítását a legtöbb üzleti alkalmazás kevéssé használja.
Sokkal hasznosabbak voltak a könnyűsúlyú keretrendszerek által nyújtott funkciók. Példa erre a Spring, vagy a Hibernate.
Ennek megfelelően az EJB 3.0 (JSR 220) radikálisan különbözött az ősöktől, és ezt az új mintát követte. Nyilvánvaló a hasonlóság a Springgel abban, ahogy a POJO-kat használja. Továbbá a dependency injectiont is megvalósítja, ami egyszerűsíti a heterogén rendszer felépítését és összekapcsolását. Gavin King, a Hibernate megalapítója is részt vett az EJB 3.0 folyamatában, és a technológia köztudott szószólója. A Hibernate sok jellegzetessége megjelenik a Java Persistence API-ban, ami az Entity Beans-t helyettesíti az EJB 3.0-ban. Az EJB 3.0 erősen az annotációkon alapul, bár megtartotta a korábbi konfigurációs lehetőségeket is.
Az annotációk az 5.0-s verzióban kerültek a Java nyelvbe, egy tömörebb és biztonságosabb kódolási stílust lehetővé téve. Az EJB 3.0  így egy könnyebb súlyú API-t nyújt, és csak kevéssé hasonlít a megelőző EJB specifikációkra.

## Példa
A következő példán látható egy EJB a gyakorlatban:
```
@Local

public
 
interface
 
CustomerServiceLocal
 
{

   
void
 
addCustomer
(
Customer
 
customer
);

}

@Stateless

public
 
class
 
CustomerService
 
implements
 
CustomerServiceLocal
 
{

  

  
@PersistenceContext

  
private
 
EntityManager
 
entityManager
;

    

  
public
 
void
 
addCustomer
(
Customer
 
customer
)
 
{

    
entityManager
.
persist
(
customer
);

  
}

}

```

A fenti kódban egy egyszerű lokális interfész és annak implementációja látható. Az implementáció egy O/R leképezés alapján perzisztálja a kapott Consumer objektumot, ami tranzakcionálisan és szálbiztosan történik. Az EJB csak a perzisztenciára és az üzleti logikára koncentrál, más egyedi részleteket, felépítést nem ismer.
Az EJB-t osztályokban is lehet használni, mint a következő példában is:
```
@Named

@RequestScoped

public
 
class
 
CustomerBacking
 
{

   
@EJB
 
CustomerServiceLocal
 
customerService
;

   
public
 
String
 
addCustomer
()
 
{

      
customerService
.
addCustomer
(
customer
);

      
context
.
addMessage
(...);
 
// abbreviated for brevity

      
return
 
"customer_overview"
;

   
}

}

```

A fenti kódrészlet egy JSF backing bean-t mutat be, melybe a konténer (az @EJB annotáció hatására) egy EJB-t injektál. Az addCustomer() metódus a felhasználói felület egyes komponenseihez kapcsolódik, mint például egy gomb. Az EJB-vel ellentétben, a backing bean nem tartalmaz semmilyen üzleti logikát vagy perzisztencia kódot, de delegálja az efféle kéréseket az EJB-nek. A backing bean tud olyan egyedi implementációkról is, amiről az EJB-nek nincs tudomása.

## EJB típusok
Az EJB-k három csoportra oszthatók:

### Session beanek
A session bean-ek lehetnek:

#### Állapotmentesek (stateless)
Az állapotmentes session bean nem perzisztens bean. Nem tárol állapotot a sessionről, így az egyes hívásai függetlenek. Mivel az állapotmentes session bean példányai nem tárolnak a klienstől származó adatot, így a metódusainak végrehajtásához szükséges összes adat a metódusok paramétereiből származik.
Ezek a beanek nem használhatók párhuzamosan, viszont két hívás között ki tudnak szolgálni egy másik klienst is. Hogyha igény lenne a párhuzamos használatra, akkor a két szál külön példányt kap, így az állapotmentes session garantáltan szálbiztos. A metódusok hivatkozhatnak a bean belső állapotára, de nincs arra garancia, hogy két hívás között ne változzon meg az állapota.
Az adminisztrációs költségek csökkentése éredkében a konténer egy pool-t tart fent; egy bean egymás után több kliensnek is odaadható. Mivel nem tárolnak állapotot, kezelésük egyszerűbb és kevésbé időigényes, mint az stateful session beaneké.

#### Állapottartók (stateful)
Az állapottartó beanek üzleti objektumok, amelyek mezőikben tárolják a klienstől kapott információkat, és megőrzik őket az egész session folyamán. Kapcsolatuk szorosabb, mint a kliens és az állapotmentes beaneké; elvben egy munkamenet során egy bean egy klienshez tartozik, ám ha egyszerre sok klienst kell kiszolgálni, akkor a konténer dönthet úgy, hogy a beant állapotának elmentése (passziválás) után egy másik kliensnek ad oda (aktiválás). Ezért fontos, hogy a bean állapota elmenthető, szerializálható legyen.
A bean állapotát a munkamenet végéig őrzi meg. Ekkor a kliens bezárja a kapcsolatot, és a bean állapotának törlése után visszakerül a készletbe. Előfordul, hogy a kliens nem zárja be a munkafolyamatot; ekkor egy idő múlva a konténer elveszi a beant, hogy ne fogyjon el a készlet. Ez az idő a @AccessTimeout annotációval adható meg. Az állapottartó session beanek támogatják a JPA kiterjesztett perzisztencia kontextust.
Példa: Klasszikus példa az online kosár, ami számon tartja a munkafolyamat alatt, hogy a vásárló milyen termékeket tett bele, esetleges lockokkal az adatbázisban. A végén a megrendelés zárja a munkamenetet.

#### Szingletonok (singleton)
A szingletonok olyan üzleti objektumok, amelyek állapota megosztott egy JVM-en belül. A konkurens hozzáférést alapértelmezetten a konténer kezeli (Container-managed concurrency, CMC), de ez megváltoztatható. Ekkor a beannek magának kell biztosítania, hogy megőrizze állapotának konzisztens voltát (Bean-managed concurrency, BMC). A CMC-nek jelezhetjük a @Lock annotációval, hogy író vagy olvasó lockot igénylünk-e.
A szingleton beanek konkurensen használt beanek, amelyekből elvben egy példány létezik; gyakorlatilag azonban minden JVM-nek saját példánya van. Alapértelmezetten lustán jönnek létre, de ezt megváltoztathatjuk a @Startup annotációval.
Példa: Cachelés, vagy a napi árlista központi nyilvántartása.

### Üzenetvezérelt bean
Az üzenetvezérelt beanek (MDB) olyan vállalati beanek, amelyek üzenetek aszinkron feldolgozását teszik lehetővé Java EE alkalmazások számára. Többek között a JMS (Java Message Service) kommunikáció magasabb szintű absztrakcióját nyújtja. Fel lehet iratkozni JMS üzenetsorokra vagy témákra, rendszerint a @MessageDriven activationConfig attribútumának hatására. Ezek az EJB-hez rendelődnek, hogy lehetővé tegyék az eseményvezérelt feldolgozást.
Eltérően a session beanektől, az MDB-knek nincs interfészük a kliensek számára, és a kliensek nem is kereshetnek ilyen példányt. Az általa figyelt üzenetsorokra vagy témákra érkező üzeneteket dolgozza fel. A Java EE csak a JMS támogatását írja elő, habár ez más üzenetküldési protokollokat is támogathat. Ezek a protokollok lehetnek szinkronok és aszinkronok is. A fő különbség nem is ebben rejlik, hanem a metódushívás és az üzenetküldés közötti különbségben.
Példák:
- Több csomópontnak kell értesítést küldeni a beállításokról úgy, hogy az üzenetküldőnek ne kelljen ismernie a címzetteket, a helyüket vagy a számukat. A témára egy erre feliratkozott MDB küldi az üzeneteket.
- Egy szálkészletnek kell elvégzendő feladatokat közvetíteni. Mindegy, hogy az adott feladatot melyik szál végzi el a készletből. Az üzenetvezérelt bean egy üzenetsorra küldi az információt. Az üzenetsor biztosítja, hogy egy feladatot ne végezzenek el többen.

### Entitás bean (Entity bean)
Az entitás bean szerveroldali Java-EE komponens, amely adatbázisban nyilvántartott adatokat képvisel, így van neki azonosító kulcsa. A fenti típusoktól eltérően távoli referenciáival együtt túléli a konténer összeomlását is. Az EJB 2.0-ban definiálták őket, és az EJB 3.0 óta elavultnak számítanak, és a JPA API helyettesíti őket.
Ebből is két fajta van: BMP (Bean Management Beans) és CMP (Container Managed Beans). Míg az első esetben a fejlesztőnek magának kell gondoskodnia a perzisztencia megoldásáról betartva az EJB szabványt, addig a második esetben a perzisztencia vezérlést teljes egészében a konténerre bízható, és ténylegesen csak az üzleti logika megvalósítására lehet összpontosítani.

## Működés
A rendszer az EJB-ket konténerekbe telepíti (deployolja), amelyek rendszerint alkalmazásszerveren belül futnak. A specifikáció leírja, hogyan kapcsolódik az EJB a konténerhez, és a kliens kód hogy működik együtt a konténerrel és az EJB-vel. Az EJB-k megvalósításához szükséges eszközök a javax.ejb csomagban találhatók. A javax.ejb.spi a szerver kiszolgáló eszközöket tartalmazza, amelyeket a konténerek használnak.
A kliensek nem példányosítják közvetlenül az EJB-ket, hanem kérnek a konténertől egy példányt. A konténer egy referenciát ad vissza, ami nem magára az EJB példányra hivatkozik, hanem egy proxy objektumra. Ez vagy a helyi vagy a távoli üzleti interfészt valósítja meg a kliens kérése szerint, vagy dinamikusan implementálja az EJB altípusát. Mindemiatt a proxy típusa olyan, hogy megfelel a kliens által elvárt interfésznek. Azt mondjuk, hogy a kliensnek van egy nézete az EJB-ről, ami lehet távoli, helyi vagy nem interfész nézet aszerint, hogy melyik interfészt, vagy magát a beant mutatja-e.
Ez a proxy lehetőséget ad a konténernek, hogy különböző szolgáltatásokat nyújtson rajta keresztül, így tranzakciókezelést, távoli eljáráshívást, injektálást, adatvédelmet. Egyes szolgáltatások az aspektusorientált programozás szerint szerveződnek, mint például az interceptorok.
Például a kliens meghívja a proxy egy metódusát. Ennek hatására előbb elindul egy tranzakció a szerveren, majd az EJB üzleti metódusa is elindul. Miután a metódus visszatért, a proxy fejezi be a tranzakciót, és visszaadja a vezérlést a kliensnek.

### Tranzakciók
Az EJB konténereknek támogatniuk kell mind a konténermenedzselt KATI (angolul: ACID) tranzakciókat, mind a bean menedzselt tranzakciókat.
A KATI rövidítés a konzisztencia, atomicitás, tartósság és izoláltság szavakat foglalja magába, amelyek a tranzakciók jellemzői.
Alapértelmezetten a konténer kezeli a tranzakciókat (CMT), így ezt nem kell beállítani. A bean ezt segítheti különféle annotációkkal, amelyek leírják például, hogy melyik művelet milyen lockot igényel. Vannak annotációk, amelyek megváltoztatják a tranzakcionális viselkedést, vagy kikapcsolják a tranzakciókat. A metódusok egyenként is megjelölhetők. Ez a viselkedés magában foglalja, hogyan reagáljanak arra, hogy a kliens tranzakciót kezdeményezett, vagy tranzakción kívül hívták meg. Az interceptorok indíthatnak vagy leállíthatnak tranzakciókat, tehát nem mindig a kliens viselkedése a meghatározó.
| Típus         | Leírás |
| ------------- | --- |
| MANDATORY     | Ha nincs tranzakció, akkor hibát jelez, különben csatlakozik a tranzakcióhoz.                             |
| REQUIRED      | Ha nincs tranzakció, akkor újat indít. Ha van, akkor csatlakozik hozzá. Ez az alapértelmezett viselkedés. |
| REQUIRES_NEW  | Ha van tranzakció, akkor azt félreteszi. Minden esetben új tranzakciót indít.                             |
| SUPPORTS      | Ha van tranzakció, akkor csatlakozik hozzá, különben tranzakción kívül fut le.                            |
| NOT_SUPPORTED | Ha van tranzakció, akkor azt félreteszi, és tranzakción kívül fut le.                                     |
| NEVER         | Ha van tranzakció, akkor kivételt dob. Sosem indít tranzakciót.                                           |

A bean deklarálhatja annotációval, hogy a tranzakciókat ő kezeli a JTA API használatával. Ezt nevezik bean által vezérelt tranzakcióknak (BMT), mivel nem a konténer, hanem a bean végzi a tranzakciók kezelését.

### Események
Az eseményekről a beanek a JMS témákra vagy üzenetsorokba küldött üzenettel értesíthetik a klienst. A kliensektől aszinkron érkező üzeneteket MDB-k fogadják, szintén a JMS eszközeinek felhasználásával.

### Névszolgáltatás
Az injekció alternatívájaként a kliensek a Java névszolgáltatást (JNDI) is igénybe vehetik a proxy referencia megszerzéséhez. Ez használható akkor, ha az injektálás nem érhető el, például nem menedzselt kódban, vagy távoli különálló Java SE kliensek esetén, vagy pedig akkor, hogyha a kódban kell meghatározni, hogy milyen beant keresünk.
Az EJB konténer a következő JNDI neveket adja az EBJ session beaneknek:
| Hatókör    | Névminta                                                                           |
| ---------- | ---------------------------------------------------------------------------------- |
| Globális   | java:global[/<alk-név>]/<modul-név>/<bean-név>[!<teljes-minősített-interfész-név>] |
| Alkalmazás | java:app/<modul-név>/<bean-név>[!<teljes-minősített-interfész-név>]                |
| Modul      | java:module/<bean-név>[!<teljes-minősített-interfész-név>]                         |

A szögletes zárójelben levő tagok opcionálisak
A kliens helyétől függően az ezekre a mintákra illeszkedő neveken érheti el a proxyt. Az azonos modulban levő kliensek használhatják bármelyiket, míg az azonos alkalmazásban levő csak akkor hívhatja a modulbeli nevét, ha ugyanabban a modulban van, különben csak a két távolabbi meghatározás közül választhat.
Például, ha a kliens ugyanabban a modulban van, mint a fenti példában a CustomerService, akkor a következő kóddal kérhet rá (helyi) referenciát:
```
CustomerServiceLocal
 
customerService
 
=

    
(
CustomerServiceLocal
)
 
new
 
InitialContext
().
lookup
(
"java:module/CustomerService"
);

```

### Távoli, vagy elosztott végrehajtás
Az EJB session beanek támogatják a távoli eljáráshívást.
A szintén Java nyelvű kliens a bean távoli nézetében annyit lát, amennyit a bean @Remote annotációban megadott interfésze mutat. Ez a nézet más JVM-ből, illetve más számítógépről is látható, és lehetővé teszi, hogy onnan is meghívhassák a bean metódusait. Az EJB konténer szempontjából minden távol van, ami más JVM-ben fut.
Az állapotmentes és a szingleton session beanek webszolgáltatás kliens nézetet is nyújthatnak a WSDL és a SOAP eszközeivel, vagy XML segítségével. Mindezek a JAX-RPC és JAX-WS specifikációt követik, azonban tervezik a JAX-RPC támogatásának eltávolítását. A JAX-WS használatához a bean meg kell annotálni a @WebService annotációval, és az így hívható metódusait megjelölni a @WebMethod annotációval.
A JAX-RS specifikáció explicit támogatja az EJB beaneket. A JAX-RS specifikáció szerint az állapotmentes és a szingleton beanek gyökér erőforrások lehetnek a @Path annotáció hatására, és az EJB üzleti metódusok leképezhetők erőforrás metódusokká a @GET, @PUT, @POST és @DELETE annotációkkal. Ez azonban nem számít webszolgáltatás kliens nézetnek, amit csak a JAX-WS és a JAX-RPC használ.
A webszolgáltatás útján végbemenő kommunikáció jellemző a nem Java nyelvű kliensekre, de kényelmes a Java nyelvű klienseknek is, hogyha egy tűzfal miatt nem érik el közvetlenül az EJB szervert. Sőt, a kliensnek nem kell telepítenie további kliens oldali könyvtárakat (jar fájlokat), amelyek ütközhetnek a kliens által használt más eszközökkel. Az ilyenm konfliktusokat nagyon nehéz, vagy akár lehetetlen megoldani.
Az üzenetvezérelt beanekhez nem specifikáltak támogatást a távoli elérhetőséghez, de mivel végpontokon hallgatnak, implicit módon távoli komponensek az általuk hallgatott végpont típusának tulajdonságaival ellátva.

### Biztonság
Az EJB konténernek biztosítania kell a klienseknek azt a jogot, hogy hozzáférjenek az EJB-hez. Az EJB-kben a hozzáférés szintje annotációkkal szabható testre.

### Legacy

#### Helyi interfész és megkövetelt interfész
Az EJB 2.1-gyel bezárólag az EJB-knek két interfészt és egy megvalósító osztályt kellett nyújtaniuk. A konténer példányosította az implementáló osztályt, hogy EJB implementációt hozzon létre. Az interfészeket a kliensek használták.
A két interfészt Home és Remote interfészekként kellett specifikálni, és az EJB távoli metódusainak szignatúráit deklarálták. A metódusok lehettek osztály és példány szintűek is. Az osztályszintű metódusokat a Home interfész deklarálta. Ugyanez írta le az EJB megtalálásához vagy létrehozásához szükséges metódusokat is. A példány szintű metódusokat a Remote interfész írta le.

#### Elvárt telepítési (deployment) leíró
Az EJB 2.1-gyel bezárólag az EJB specifikácuiója megkövetelte a telepítésleírót. Ennek azt a mechanizmust kellett leírnia, hogy hogy lehet az EJB-ket konzisztensen telepíteni (deployolni) a kiválasztott specifikus EJB platformtól függetlenül. Ennek a bean telepítését, köztük a Home és a Remote interfészek nevét és adatbázisban való tárolás módját is tartalmaznia kellett.
A telepítésleíró egy XML fájl volt, ami felsorolta az összes EJB-t, és mindegyiknél megadta a következő információkat:
- A Home interfész neve
- A bean Java osztálya
- A Home interfész Java interfésze
- A bean Java interfésze
- Ha a bean entitásbean, akkor az adatbázis megnevezése
- Biztonsági szerepek és jogok
- Ha a bean session bean, akkor állapotmentes, vagy állapottartó-e

Több terjesztő EJB konténerei további információkat igényeltek, akár további XML fájlokban, vagy más formátumokban. A terjesztők további eszközöket nyújtottak, amelyek olvasták ezeket a fájlokat, és további osztályokat is generálhattak, amelyek a Home és a Remote interfészeket implementálták.
Az EJB 3.0-tól a szükséges információk annotációkkal is megadhatók az EJB implementációjában, de továbbra is van lehetőség az XML leíró használatára. Ez a leíró fájl felülírhatja az annotációkat, habár egyes elemek additívan viselkednek, vagyis ezeknél az XML nem felülírja, hanem kiegészíti az annotációkat.

### Konténerváltozatok
Az EJB 3.1-től kezdve az EJB specifikáció kétféle konténert definiál: teljes és korlátozott változatot. A korlátozott változat nem támogat minden feathure-t, és az EJB 3.1 Lite specifikációt valósítja meg, és a Java EE 6's web profile-nak is része.
Az EJB 3.1 Lite nem támogatja a következőket:
- Távoli interfész
- RMI-IIOP együttműködés
- JAX-WS webszolgáltatás végpontok
- EJB időzítő szolgáltatások, mint a @Schedule, @Timeout
- Aszinkron session bean hívások @Asynchronous
- Üzenetvezérelt beanek

Az EJB 3.2 Lite több eszközt támogat, nem zárja ki az Asynchronous és @Schedule/@Timeout annotációkat, habár a teljes verzióhoz képest nem támogatja a persistent attributumot. Tehát a következőket zárja ki:
- Távoli interfész
- RMI-IIOP együttműködés
- JAX-WS webszolgáltatás végpontok
- Üzenetvezérelt beanek

## Fordítás
Ez a szócikk részben vagy egészben  az   Enterprise JavaBeans című angol Wikipédia-szócikk fordításán alapul.  Az eredeti cikk szerkesztőit annak laptörténete sorolja fel. Ez a jelzés csupán a megfogalmazás eredetét és a szerzői jogokat jelzi, nem szolgál a cikkben szereplő információk forrásmegjelöléseként.